# トッリオーニ
トッリオーニ（伊: Torrioni）は、イタリア共和国カンパニア州アヴェッリーノ県にある、人口約500人の基礎自治体（コムーネ）。

## 地理

### 位置・広がり

#### 隣接コムーネ
隣接するコムーネは以下の通り。括弧内のBNはベネヴェント県所属を示す。
- モンテフスコ
- ペトルーロ・イルピーノ
- サン・マルティーノ・サンニータ (BN)
- サン・ニコーラ・マンフレーディ (BN)
- サンタ・パオリーナ
- トゥーフォ